# (17440) 1989 TP14
A (17440) 1989 TP14 a Naprendszer kisbolygóövében található aszteroida. Henri Debehogne fedezte fel 1989. október 2-án.